# Вечерний Харьков
«Вече́рний Ха́рьков» (укр. Вечірній Харків) — харьковское региональное печатное информационное издание, основанное 1 января 1969 года. В настоящее время издаётся на русском языке, выходит три раза в неделю, распространяется по подписке и в розницу в Харькове и области. Газета «Вечерний Харьков» обеспечивает жителей Харькова информацией о жизни региона. Основной сайт газеты перестал открываться с июля 2024 года.

## Награды
- 2009 — Почетная грамота коллективу газеты Вечерний Харьков за упорный и плодотворный труд, высокий профессионализм, разностороннее и объективное освещение деятельности городского совета и его исполнительных органов и в связи с 40-летием основания газеты.
- 2004 — Газета «Вечерний Харьков» обладатель Диплома Международного академического рейтинга популярности «Золотая Фортуна».
- 2001 — Благодарность коллективу газеты «Вечерний Харьков» за активное многолетнее сотрудничество, весомый личный вклад в пропаганду велосипедного спорта в Харькове.